# Johan van Selbach
 (avril 2020).
Si vous disposez d'ouvrages ou d'articles de référence ou si vous connaissez des sites web de qualité traitant du thème abordé ici, merci de compléter l'article en donnant les références utiles à sa vérifiabilité et en les liant à la section « Notes et références ».
Johan van Selbach (1483 - 11 janvier 1563) était un chatelain de Coevorden, drost (sorte de bailli) de Drenthe, directeur (gubernator) des régions (tractuum) de Drenthe et de Twente (Trentae et Zuentae) et commandant (praefectus) du zeer sterke burcht Coevorden (très fort château de Coevorden).
Selbach est employé en 1512 par Johan von Wisch (qui avait prêté allégeance à Charles de Gueldre), dont le château de Wisch a été fortifié avec des portes, des douves et des bastions pendant son mandat de drost. Selbach y a acquis une importante expérience de poliorcétique, qu'il utilisera à de nombreuses reprises au cours des années suivantes.
Dans le sillage de Maarten van Rossum et d'autres chevaliers de Gueldre, Selbach a pris part à plusieurs guerres, notamment la prise de Nieuwpoort aan de Lek en 1516. Un an plus tard, Selbach, avec Johan Goltstein, était capitaine d'une armée de mercenaires de 6 000 hommes, le "Zwarte Hoop", envoyé par le duc de Gueldre pour renforcer les troupes de Jancko Douwama. Goltstein a réussi à capturer Dokkum après un siège, et entre-temps Selbach, en compagnie de Grote Pier et sa flotte, a traversé le Zuiderzee vers la Hollande et la Frise occidentale. Là, Medemblik est prise et pillée, et ensuite Grote Pier décide de repartir avec son butin de guerre en Frise. Selbach a poursuivi sa campagne et pillé Alkmaar puis Haarlem, après quoi il a été reconduit en Veluwe par Henri de Nassau.
En 1522, le château de Coevorden est pris par Selbach et son armée, et ainsi il consolide son pouvoir sur l'Overijssel, la Drenthe et la Groningue.
En tant que drost de Drenthe, Selbach a renforcé la ville de Coevorden, mais a aussi dû payer des impôts à la Gueldre. Compte tenu de la pauvreté dans la province et du fait que le peuple drenthois n'était pas très concerné par la Gueldre, ce fut une tâche difficile à réaliser.
Après avoir subi un siège de deux mois, Selbach dut transférer la forteresse de Coevorden à Georg Schenck van Toutenburg, le commandant en chef de Charles Quint. Après la mort de Charles de Gueldre en 1538, Selbach a rejoint son successeur Guillaume de Clèves, duc de Juliers puis il retourna dans ses terres natales où il est devenu drost de Windeck sur la Sieg.